# 布雷格河
布雷格河(Breg)流經德國巴登-符騰堡州，與布里加赫河同為多瑙河支流，較布里加赫河長約6公里，於黑森林海拔1078公尺處，近富特旺根，主要城市有富特旺根、弗伦巴赫、許芬根及最後與布里加赫河匯流處的多瑙艾辛根，自多瑙艾辛根後的河段則開始稱多瑙河。

## 外部連結
- 布雷格河圖片 （页面存档备份，存于） （德文）